# Consejo de Cuentas de Castilla y León
El Consejo de Cuentas de Castilla y León es un órgano de control externo autonómico dependiente de las Cortes de Castilla y León encargado de la fiscalización de la gestión económica, financiera y contable del sector público de la comunidad autónoma de Castilla y León y demás entes públicos de la región, sin menoscabo de las competencias del Tribunal de Cuentas. Constituido en 2002, fue puesto en marcha en 2003. Inicialmente configurado con un pleno de cinco consejeros, este último se redujo posteriormente a tres consejeros, elegidos por las Cortes de Castilla y León por un mandato de seis años (uno, de los cuales, el presidente, es presidente con un mandato de tres años, renovable por otros tres).
Conforme a la regulación actual, el Pleno sigue estando integrado por tres Consejeros, uno de los cuales es designado presidente, conforme a lo establecido en la Ley reguladora y en el Reglamento. La propuesta de nombramiento del Presidente se eleva a las Cortes de Castilla y León para su nombramiento por un periodo de cuatro años, igual que los dos restantes Consejeros. El Presidente solo podrá ser reelegido para un segundo mandato.
En la actualidad, Mario Amilivia preside la institución.
El Consejo de Cuentas tiene su sede en el número 54 de la calle Mayor de la ciudad de Palencia.